# Neanthes larentukana
Neanthes larentukana är en ringmaskart som först beskrevs av Grube 1881.  Neanthes larentukana ingår i släktet Neanthes och familjen Nereididae. Inga underarter finns listade i Catalogue of Life.